# 알란토인
알란토인(영어: allantoin)은 화학식 C4H6N4O3의 화합물이다. 5-우레이도히단토인(5-ureidohydantoin) 또는 글리옥실디우레이드(glyoxyldiureide)라고도 한다. 글리옥실산의 이유화물이다. 알란토인은 동물, 식물, 박테리아를 포함한 대부분의 유기체에서 주요 대사 중간체이다. 이는 요산산화효소(uricase)의 작용에 의해 핵산의 분해산물인 요산으로부터 생산된다. 이는 천연 미네랄 화합물(IMA 기호 Aan)로 발생한다.

## 역사
알란토인은 1800년 이탈리아 의사 미셸 프란체스코 부니바(Michele Francesco Buniva, 1761~1834)와 프랑스 화학자 루이니콜라 보클랭에 의해 처음 분리되었다. 그들은 알란토인이 양수에 존재한다고 잘못 믿었다. 1821년에 프랑스의 화학자 장 루이 라세뉴(Jean Louis Lassaigne)는 알란투아액에서 이를 발견했다. 그는 그것을 "l'acide allantoique"라고 명명했다. 1837년 독일의 화학자 프리드리히 뵐러와 유스투스 폰 리비히는 요산으로부터 이를 합성하고 이름을 "알란토인"으로 바꿨다.

## 같이 보기
- 요산